# Julie Thackerová
Julie Thackerová Scullyová je americká televizní scenáristka. Psala pro seriál Simpsonovi a spolu se svým manželem, scenáristou a producentem seriálu Simpsonovi Mikem Scullym se podílela na tvorbě seriálů The Pitts a Chlapi sobě a je spolutvůrkyní seriálu Duncanville.

## Scenáristická filmografie

### DílySimpsonových
10. řada
- Stařec a moře průšvihů

11. řada
- Poslední step ve Springfieldu

12. řada
- Vzhůru do Svatoparku!

### DílyDuncanville
1. řada
- Pilot
- Red Head Redemption
- Sister, Wife
- Jack's Pipe Dream
- Judge Annie
- Free Range Children

2. řada
- Das Banana Boot
- Duncan's New Word
- Who's Vrooming Who?
- Annie Oakie